# Mohamed Nizam
Mohamed "Thoddoo" Nizam (17 mei 1974) is een Maldivisch voormalig voetballer die het grootste deel van zijn carrière bij Club Valencia Malé speelde. Ook speelde hij een onbekend aantal interlands voor het nationale elftal. Sinds januari 2014 is hij coach van het Valencia Youth Team, het jeugdelftal van Club Valencia.